# Avicularia doleschalli
Avicularia doleschalli is een spin uit de familie vogelspinnen (Theraphosidae) en lid van het geslacht Avicularia. Deze spin treft men voornamelijk aan in Brazilië.